# 慚愧祖師
慚愧祖師為中國佛教、台灣佛教及台灣民間信仰的神明之一，又稱蔭林山祖師。

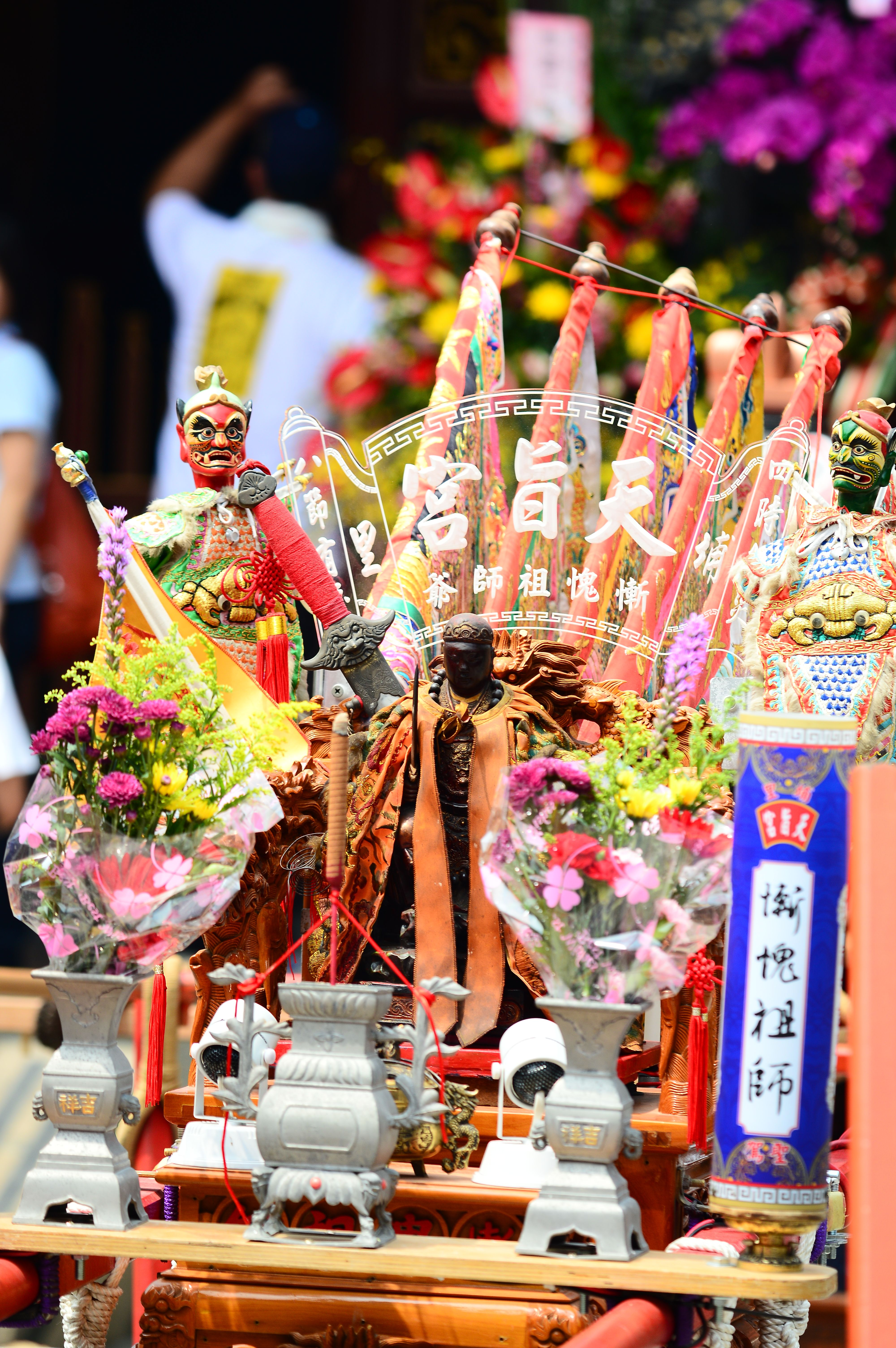
埔里天旨宮慚愧祖師

慚愧祖師乃唐代福建汀州沙縣（今三明市沙縣區）人，俗姓潘，名了拳，佛教高僧，出生於唐憲宗元和十二年三月二十五日（817年4月15日），圓寂於唐懿宗咸通二年九月二十五日（861年10月3日），其名由來據說是他出生時因為左拳蜷曲而名為「拳」，後來有一僧在他左拳上寫一「了」字手指才能伸直，遂更名「了拳」。少時出家為僧，雲遊四方。後在粵地陰那山（陰林、蔭林可能為「陰那」在閩南語中音近所造成的音誤）建道場，長居三十載，廣教弟子。將圓寂時，認為一世未能廣度眾生，心覺慚愧，故令弟子在自身的靈骨塔寫上「慚愧」兩字，因稱「慚愧祖師」。
臺灣民間信仰中，多奉祀慚愧祖師三兄弟，一次奉祀三尊慚愧祖師。學者認為這可能是某些廟宇分香的三座塑像，並靈驗聞名而導致。清代臺灣總兵吳光亮節度臺灣，時常遭受臺灣原住民出草，軍中奉祀慚愧祖師作為守護神，從此視為「防番之神」，並在開通八通關古道之後，奉「開山佑民」與 「佑我開山」 二匾。

## 延伸閱讀
- 林進源，《中國神明百科寶典》，1988，台北市，進源書局